# Sonate K. 154
La sonate K. 154 (F.104/L.96) en si bémol majeur est une œuvre pour clavier du compositeur italien Domenico Scarlatti.

## Présentation
La sonate K. 154, en si bémol majeur, est notée Allegro. Elle fait partie des huit premières sonates des premiers livres de Venise et Parme, dont Ralph Kirkpatrick a suggéré qu'elles étaient peut-être conçues pour un piano-forte. Cette destination reste aujourd'hui encore une hypothèse.

## Manuscrits
Le manuscrit principal est le numéro 7 du volume I (Ms. 9772) de Venise (1752), copié pour Maria Barbara ; les autres sont Parme I 7 (Ms. A. G. 31406), Münster V 10 et Vienne A 8 (VII 28011 A).

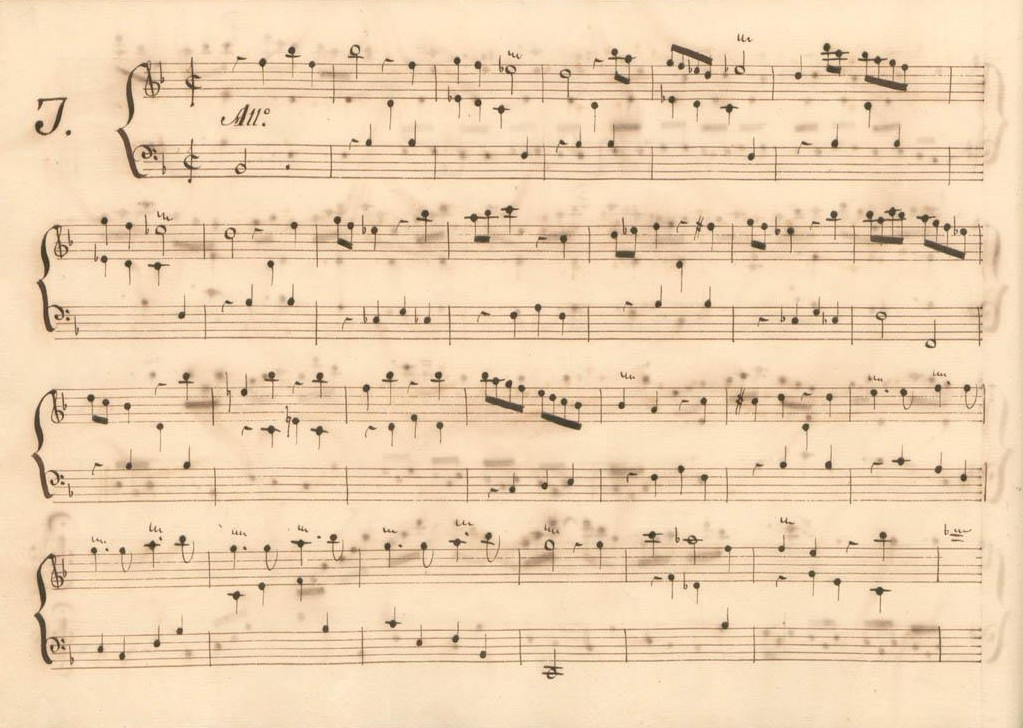
Parme I 7.
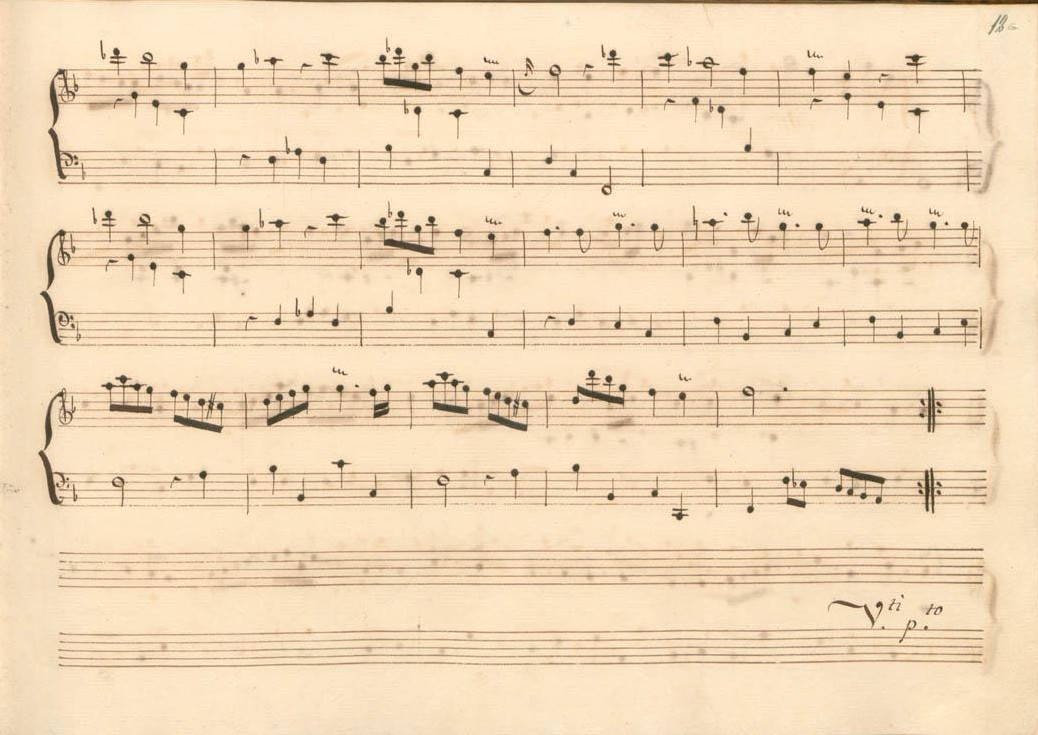
Parme I 7 (fin de la première section).
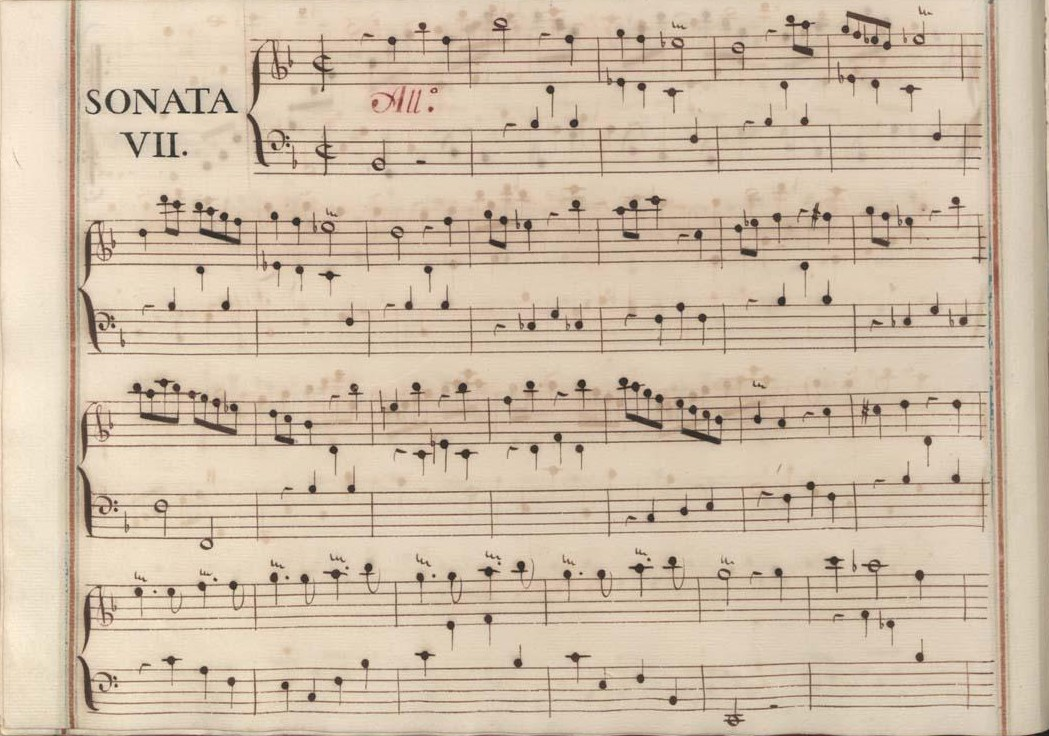
Venise I 7.
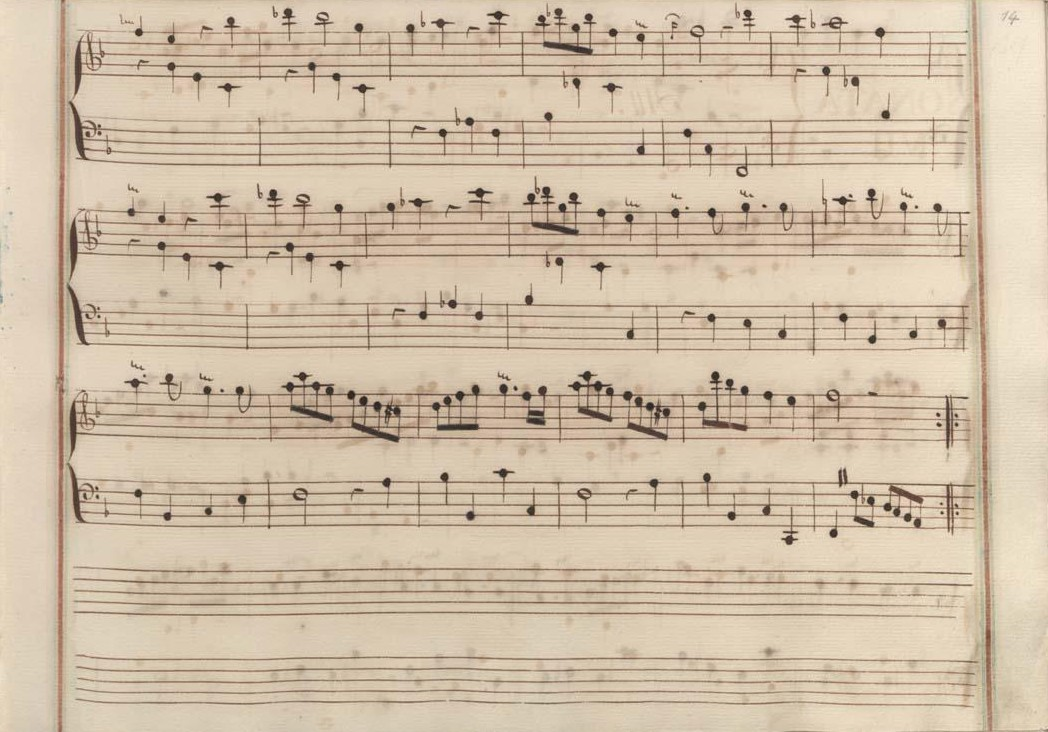
Venise I 7 (fin de la première section).
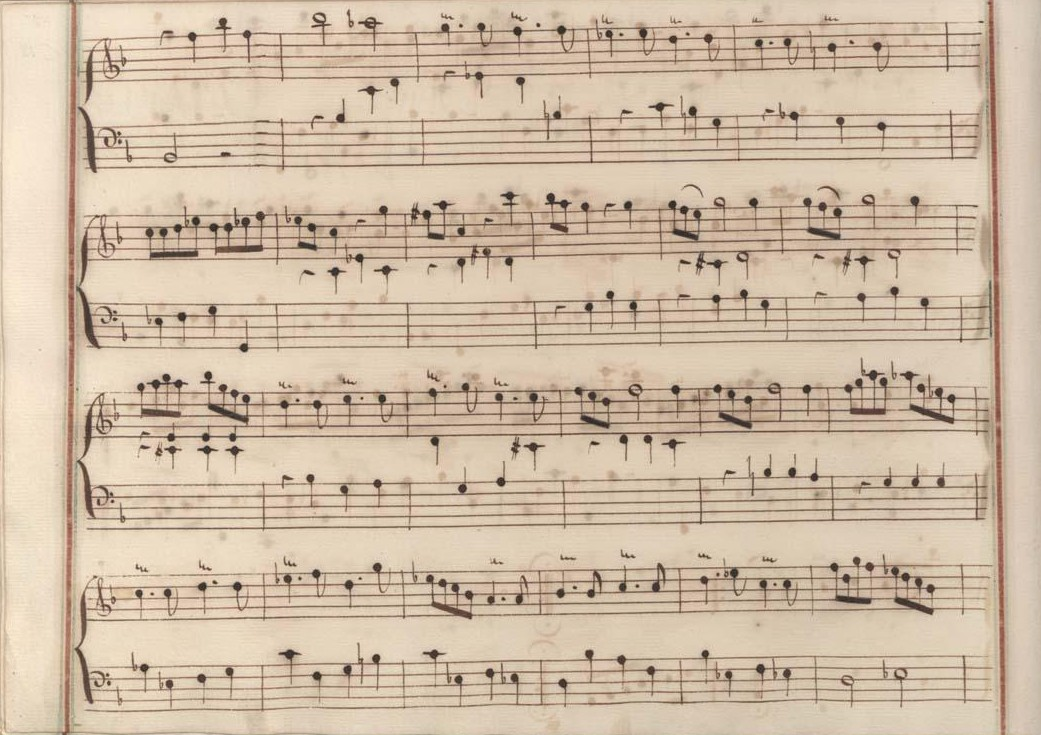
Venise I 7 (début de la seconde section).
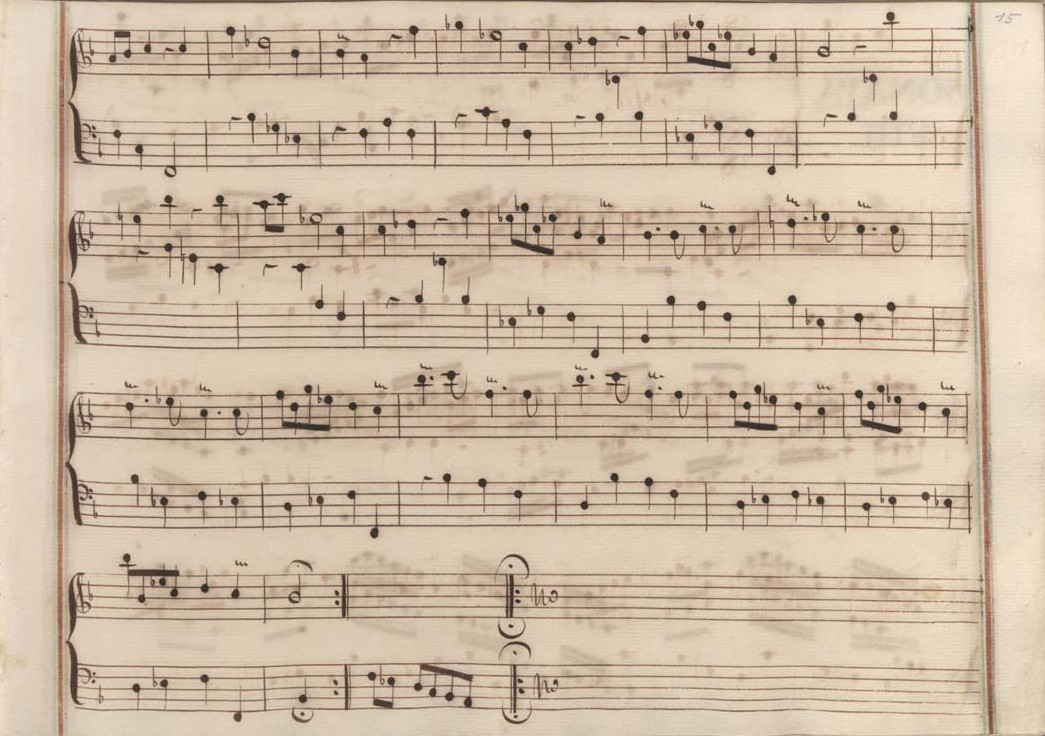
Venise I 7 (fin de la semaine).

## Interprètes
La sonate K. 154 est défendue au piano, notamment par Carlo Grante (2009, Music & Arts, vol. 1), Andrea Bacchetti (2013, RCA) et Eylam Keshet (2016, Naxos, vol. 22) ; au clavecin par Scott Ross (1985, Erato), Luigi Ferdinando Tagliavini (1996, Ermitage), Richard Lester (2001, Nimbus, vol. 1) et Pieter-Jan Belder (Brilliant Classics, vol. 4).

## Sources
: document utilisé comme source pour la rédaction de cet article.
- Ralph Kirkpatrick (trad. de l'anglais par Dennis Collins), Domenico Scarlatti, Paris, Lattès, coll. « Musique et Musiciens », 1982 (1re éd. 1953 (en)), 493 p. (ISBN 978-2-7096-0118-4, OCLC 954954205, BNF 34689181).
- Alain de Chambure, « Domenico Scarlatti : Intégrale des sonates — Scott Ross », Erato (2564-62092-2), 1985 (OCLC 891183737) .